# Néo-soviétisme

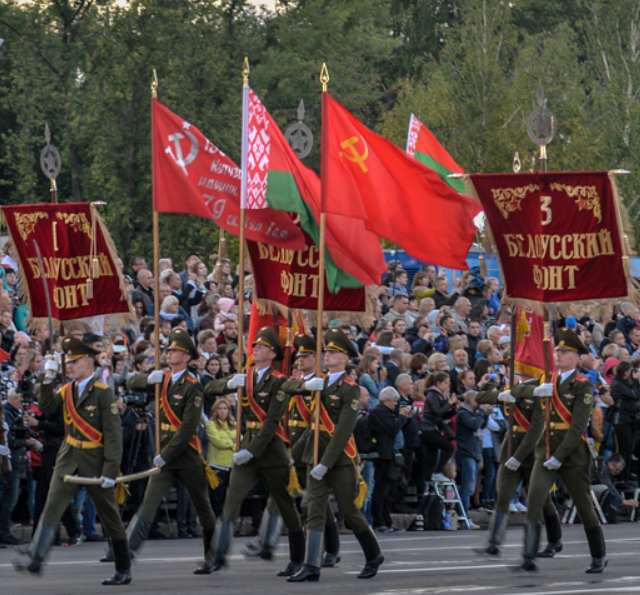
Garde d’honneur bélarusse portant les drapeaux nationaux du Bélarus et de l'Union soviétique, ainsi que la bannière de la victoire soviétique, à Minsk, 2019.

Le néo-soviétisme (également écrit néosoviétisme) ou néobolchévisme est le style de décision politique similaire à celle de l’Union soviétique adopté dans certains États post-soviétiques, ainsi qu'un mouvement politique visant à faire revivre l'Union soviétique dans le monde moderne ou à faire revivre des aspects spécifiques de la vie soviétique fondés sur la nostalgie de l’Union Soviétique. Certains commentateurs ont déclaré que l'actuel président russe Vladimir Poutine défend de nombreuses opinions néo-soviétiques, notamment en ce qui concerne l'ordre public et la défense stratégique militaire.

## Néo-soviétisme dans l'État russe
Selon Pamela Druckerman du New York Times, l'un des éléments du néo-soviétisme est que « le gouvernement gère la société civile, la vie politique et les médias ».

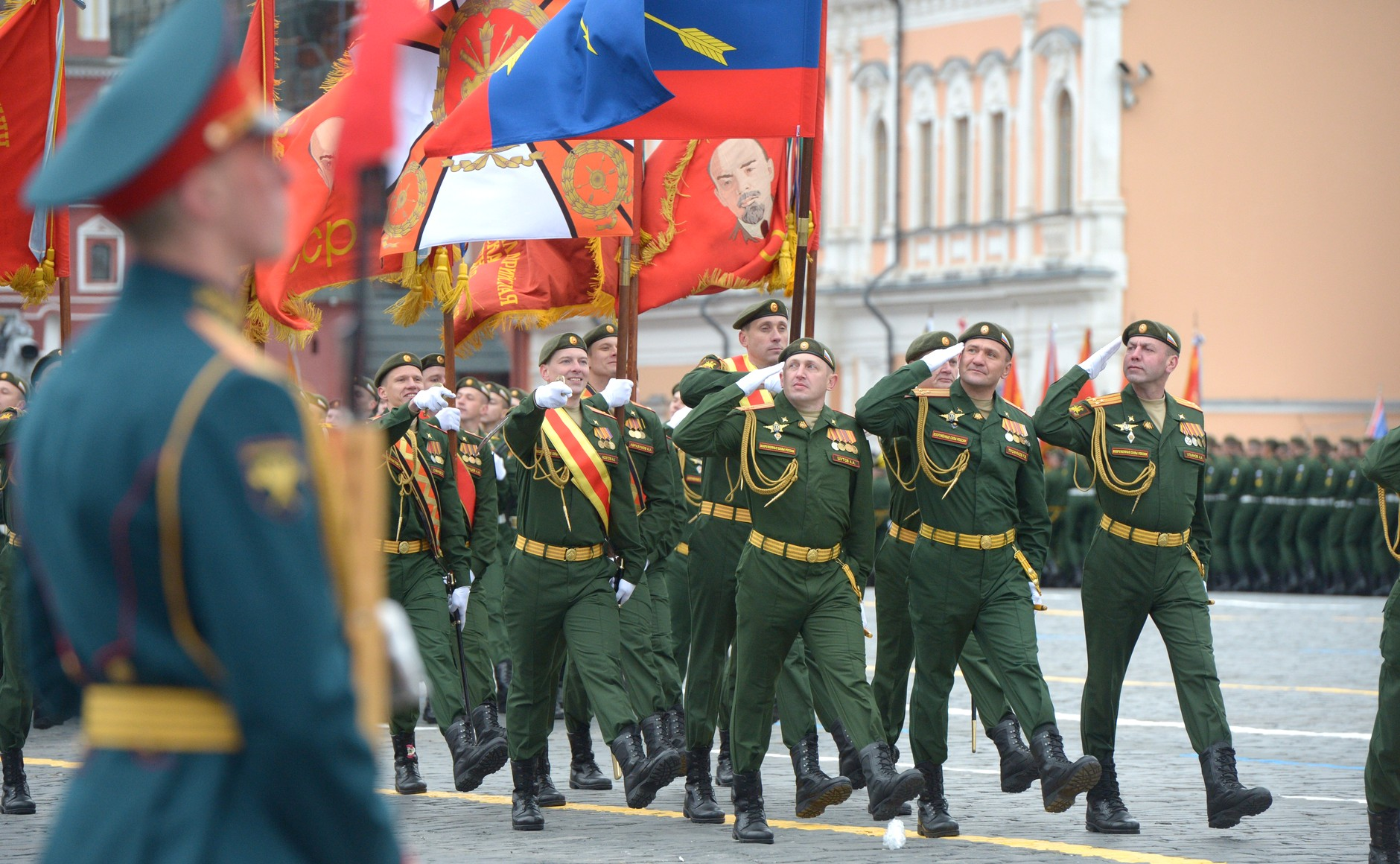
Défilé du Jour de la Victoire à Moscou 2021. Les défilés militaires et le symbolisme militaire soviétique jouent un rôle important dans les célébrations du 9 mai dans toute la Russie.

Selon Mathew Kaminski du Wall Street Journal, cela inclut les efforts de Poutine pour exprimer la gloire de l'Union soviétique afin de susciter un soutien en faveur d'une « grande puissance russe ravivée à l'avenir » en rappelant les diverses réalisations russes légitimant l'Union soviétique, y compris la victoire soviétique contre l'Allemagne nazie. Kaminski poursuit en disant que le néo-soviétisme « offre un jingoïsme russe dépouillé des prétentions de l'internationalisme marxiste » et l'utilise pour effrayer les voisins de la Russie et générer le patriotisme et l'anti-américanisme russe.
Andrew Meier du Los Angeles Times en 2008 a énuméré trois points qui révèlent le néo-soviétisme et comment la Russie moderne ressemble à l'Union soviétique :
- L'Union soviétique était un pays de double langage. Meier affirme que la Russie a, de même, délibérément déformé les propos et les faits sur divers sujets, notamment en ce qui concerne la guerre russo-géorgienne de l'époque, en affirmant que les États-Unis avaient été à l'origine du conflit et que la Géorgie était en train de commettre un génocide en Ossétie du Sud.

- Comme l'Union soviétique, la Russie est disposée à renforcer son pouvoir par tous les moyens, y compris la dure répression de ses propres citoyens, avec comme exemples Mikhail Khodorkovsky et les Mères de Beslan.

- Pour Meier, la Russie reste un pays où « la peur de l'État — et son étendue suffocante — l'emporte » en adoptant de nombreuses lois qui limitent la liberté d'expression et favorisent la propagande.

## Organisations néo-soviétiques
- Parti communiste de toute l'Union (bolcheviks) (1995)
- Parti communiste de toute l'Union (1991)
- Parti communiste arménien
- Parti communiste unifié d'Azerbaïdjan
- Parti communiste de la Fédération de Russie
- Parti communiste de l’Union soviétique (1992)
- Parti communiste de l’Union soviétique (2001)
- Parti communiste d'Ukraine
- Essence du Temps
- Parti communiste ouvrier russe du parti communiste de l'Union soviétique
- Union des partis communistes - Parti communiste de l'Union soviétique
- Parti des communistes de la République de Moldavie